# Florian Metz
Florian Metz (* 18. September 1985 in Zwettl, Niederösterreich) ist ein österreichischer Fußballspieler.

## Karriere
Der gebürtige Niederösterreicher begann seine Fußballkarriere bei der Jugendmannschaft vom SC Zwettl. Nach sehr guten Leistungen bei Zwettl wechselte er in die Frank-Stronach-Akademie und absolvierte dort die Matura. Im Sommer 2004 kam er über die Akademie in den Kader des FK Austria Wien. Das Debüt in der Bundesliga feierte er mit 18 Jahren im Derby gegen Rapid Wien. Sein größter Erfolg war der Gewinn der Meisterschaft 2006 sowie drei ÖFB-Cup Triumphe mit den Wienern. Im Sommer 2009 wechselte er zum LASK Linz und avancierte dort zu einem fixen Bestandteil der Mannschaft. Eine Schambeinentzündung setzte ihn für 2011 völlig außer Gefecht. Nachdem er danach nur 3 Wochen verletzungsfrei zum Einsatz kommen konnte, fiel er infolge einer komplizierten Meniskusverletzung bis zum Frühjahr 2013 aus. In der Zwischenzeit erhielt der LASK keine Bundesliga-Lizenz und musste direkt in die Regionalliga absteigen. Florian wechselte daraufhin nach Salzburg zum FC Liefering, wo er im März 2013 sein Pflichtspieldebüt geben konnte. Seit Juli 2013 spielt er wieder bei seinem Heimatverein SC Zwettl.
International spielte er 15 Mal für die U-21 Auswahl Österreichs.

## Erfolge
- 1× Österreichischer Meister: 2006
- 3× ÖFB-Cup Gewinner: 2005, 2006, 2007